# 佐藤孝弘
佐藤 孝弘（さとう たかひろ、1975年9月30日 - ）は、日本の政治家、元通産官僚。山形市長（3期）。山形市において、戦後最年少及び金澤忠雄の就任以来49年振りとなる保守系市長。

## 来歴
1975年、北海道函館市で生まれる。小学校卒業後に東京都に転居し、東京都立日比谷高等学校、東京大学法学部（北岡伸一ゼミ）を卒業。
2000年4月、通商産業省に入省。中小企業庁で税制改正、会社法・会計関連制度改正の提言の取りまとめに関わる。
2003年4月、通商産業省を退官し、8月に台東区の谷中銀座におにぎり専門店を開業するが、短期間で廃業。
2005年2月、日本経営合理化協会に勤め、2007年3月から2011年まで東京財団に勤務。研究員として会社の本質と資本主義の変質研究、税と社会保障の一体化研究を担当した。
2011年9月12日、山形市長選挙に無所属（自由民主党推薦）で出馬するが、同月18日の投開票の結果、現職の市川昭男に敗れ落選。落選後に2015年の山形市長選挙への立候補を宣言し、山形市に転居・政治活動を始め、2015年までの間に33の後援会を組織した。
2013年、「NPOチーム山形シティ」を設立し、同年に「市民のためのやまがた検定実行委員会」を立ち上げ実行委員長に就任する。
2015年9月7日、山形市長選挙に無所属（自民党・公明党・次世代の党・新党改革推薦）で出馬。同月13日の投開票で元防衛省職員の梅津庸成（民主党・日本共産党・社会民主党・生活の党と山本太郎となかまたち推薦）らを破り初当選。9月28日、市長就任。
※当日有権者数：202,997人 最終投票率：56.94%（前回比：＋9.34pts）
| 候補者名   | 年齢 | 所属党派 | 新旧別 | 得票数   | 得票率 | 推薦・支持                                                             |
| ---------- | ---- | -------- | ------ | -------- | ------ | ---------------------------------------------------------------------- |
| 佐藤孝弘   | 39   | 無所属   | 新     | 56,369票 | 49.14% | （推薦）自由民主党・公明党・次世代の党・新党改革                       |
| 梅津庸成   | 48   | 無所属   | 新     | 54,596票 | 47.60% | （推薦）民主党・日本共産党・社会民主党・生活の党と山本太郎となかまたち |
| 五十嵐右二 | 64   | 無所属   | 新     | 3,737票  | 3.26%  |                                                                        |

2019年9月8日投開票の同市長選挙で共産党県委員の石川渉を大差で破り再選。
※当日有権者数：205,560人 最終投票率：39.08%（前回比：-17.86pts）
| 候補者名 | 年齢 | 所属党派 | 新旧別 | 得票数   | 得票率 | 推薦・支持         |
| -------- | ---- | -------- | ------ | -------- | ------ | ------------------ |
| 佐藤孝弘 | 43   | 無所属   | 現     | 67,908票 | 85.41% | 自由民主党・公明党 |
| 石川渉   | 45   | 無所属   | 新     | 11,599票 | 14.59% | 日本共産党         |

## 市政

### 健康医療先進都市
- 2015年9月28日、公約に掲げた「健康医療先進都市」実現に向けたプロジェクトチームの発足や、市川前市長の決定した保育料値上げの撤回や第3子以降の認可保育園・幼稚園の保育料無料化を表明した[11][12]。10月15日の市議会本会議で、第3子以降の保育料無料化に関する第1子の年齢要件を18歳未満に引き上げ、2016年度から実施する方針を示した[13]。また、就任前に河北新報の取材に対し、公約に掲げた「人口30万人都市」実現のために「周辺都市との合併も視野に入れている」と答えている[14]。

- 2016年8月26日、中核市移行及び「健康医療先進都市」実現を目的として、霞城セントラルに設置されている市町村保健センターを統合して新たに保健所を設置する方針を決定。従来行っている健康増進に加え、感染予防対策や衛生関連業などの業務も担当させることを想定している[15]。10月31日には山形大学医学部との間に「健康医療先進都市」実現を目指すための包括連携協定を締結した[16]。

### 仙山連携
- 2015年9月14日、山形新聞の取材に対し、仙台市との連携を促進するため、仙山線高速化や二口トンネルの整備を進めると主張した[17]。また、河北新報の取材では企業誘致や観光地への誘客、職員の人事交流などの包括的な連携協定の締結を目指すとし、10月6日には仙台市長の奥山恵美子と会談し、連携強化を進めることで合意した[18][19]。

- 2016年2月15日、仙山連携具体化のために部局横断型のプロジェクトチームを発足させる方針を決定[20]。5月18日にプロジェクトチームが発足し、ビジネス連携支援、観光、交流、交通網、防災の分野での連携を目指している[21]。11月2日に連携協定を締結し、「防災」「観光・交流」「ビジネス支援」「交通ネットワーク」などを主要な連携分野に定め、1年毎の自動更新とした[22]。

### その他
- 2016年5月16日、2020年夏季オリンピックに向けて、サモア、台湾、ベトナム、タイ王国を対象とした「ホストタウン」登録申請を行うことを決定し、19日に鶴岡市、村山市と共に申請した[23][24]。6月14日に選定結果が公表され、サモア・台湾・タイ王国を対象とした「ホストタウン」に登録された[25]。佐藤は「ホストタウン」選定を通しての都市間交流促進を目指し、在日サモア大使館や台北駐日経済文化代表処を訪問しロビー活動を行っていた[23]。

- 2015年7月23日、市川前市長が掲げたモンテディオ山形の本拠地移転について「本拠地は天童市」「本拠地の奪い合いを避け、試合の一部を新スタジアムで行う」と主張し、天童市との試合のすみ分けを掲げた[26]。

## 統一教会との関係
- 市長選を迎える前の2015年、世界平和統一家庭連合（旧統一教会）の信者から支援を受けていた元県議から、教団信者を紹介された。そして元県議を通じて、「市政の考え方を聞きたい」と頼まれ、信者が参加している市内の集会で複数回、地域活性化や河川改修などについて講演した[27][28]。
- 2020年、統一教会の関連団体「天宙平和連合（UPF）」が主催する自転車イベント「ピースロード」が山形市内で開催。佐藤は信者から、参加する若者に励ましの言葉をかけるよう頼まれ、イベントを事前に盛り上げる壮行会に参加した[27][28]。
- 2021年、山形市内で開催された「ピースロード」の壮行会に参加した[27][28]。

## 著書
- 『M＆A国富論 「良い会社買収」とはどういうことか』 岩井克人共著（プレジデント社、2008年9月） ISBN 978-4833418829